# Confraternita di Crotone dell'Ordine della Rosa Croce

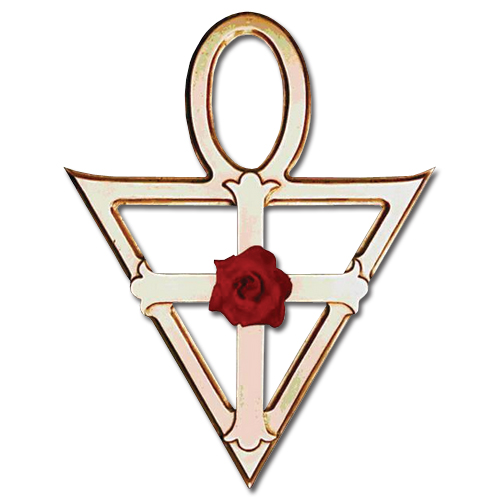
Il simbolo ufficiale dell'Ordine della Rosacroce.

La Confraternita di Crotone dell'Ordine della Rosacroce fu una società segreta rosacrociana fondata da George Sullivan nel 1924.
Il nome deriva dall'omonima città calabrese.

## Storia
Già esistita probabilmente sotto il nome di Ordine dei Dodici dal 1911 al 1914 e poi di nuovo dal 1920, operò prima nell'area di Liverpool e, successivamente, nell'area di Christchurch dopo la metà degli anni trenta. I membri che ne fecero parte studiarono temi a sfondo esoterico tratti da prediche pubbliche, opere teatrali e materiale di corrispondenza preparate da Sullivan.
Nel 1930 un gruppo di membri dell'Ordine locali della zona di Christchurch cominciò a riunirsi regolarmente in un pub della città, più o meno nello stesso periodo in cui si tenne l'annuale conclave nella vicina Bournemouth. Qualche tempo dopo il gruppo decise che fu necessaria una sede più stabile.
La sede del gruppo di Christchurch fu un edificio in legno chiamato Ashrama Hall, ultimato nel 1936 e ubicato all'interno del giardino di una casa di proprietà appartenuta a Catherine Emily Chalk, che si suppone abbia anch'essa partecipato alle prime riunioni tenutesi in quel pub. Nel 1938, sullo stesso terreno, il gruppo costruì il Christchurch Garden Theatre, che si autodefinì il primo teatro rosacrociano d'Inghilterra. Dal giugno-settembre del 1938 vennero presentate commedie a tema mistico, scritti dallo stesso Sullivan (sotto il suo pseudonimo giornalistico Alex Matthews) insieme a Mabel Besant-Scott.
Sabina Magliocco, docente universitario di Antropologia e Folklore presso l'Università di Northridge, in California, nelle sue ricerche sulle influenze nello studio del folklore in merito allo sviluppo della religione Wicca, sostenne che verso la fine del 1930 alcuni membri della Confraternita di Crotone eseguirono rituali simili a quelli utilizzati dalla religione Wicca basati sulla Co-Massoneria, e che questo fu il gruppo che frequentò anche Gerald Gardner prima che venisse iniziato al culto della Wicca all'interno della New Forest Coven.
Il numero dei partecipanti agli eventi della Confraternita fu sempre molto basso e a tutt'oggi il gruppo è maggiormente noto per la sua associazione con Gerald Gardner e Peter Caddy. In seguito alla morte di Sullivan nel 1942, le attività del gruppo e dei suoi membri diminuì e all'inizio degli anni cinquanta la loro attenzione si focalizzò su Southampton.
Una significativa minoranza degli studenti della Scuola Arcana di Alice Bailey furono membri della Confraternita di Crotone.